# Liste antiker Ortsnamen und geographischer Bezeichnungen/Fu
| Lateinischer Name | Griechischer Name              | Beschreibung           | Heute                                   | Quellen und Verweise | Lage |
| ----------------- | ------------------------------ | ---------------------- | --------------------------------------- | -------------------- | ---- |
| Fucinus Lacus     | Φουκίνα λίμνη (Phoukina limnē) | See im Land der Marser | ehemaliger Fuciner See in Mittelitalien | Smith;               |      |
| Fulginium         |                                |                        |                                         | Smith;               |      |
| Fundi             | Φοῦνδοι (Phoundoi)             | Stadt in Latium        | Fondi in der Provinz Latina             | Smith;               |      |
| Furcae Caudinae   |                                |                        |                                         | Smith;               |      |
| Furconium         |                                |                        |                                         | Smith;               |      |